# 中华玉米卷管螺
中華玉米捲管螺（学名：Inquisitor latisinuata），舊屬前鰓亞綱，是新腹足類支序芋螺總科之下的捲管螺科玉米捲管螺屬下的一个种。

## 分佈
本物種見於台灣及菲律賓，常栖息在泥沙质海底。

## 外部連結
- 維基物種上的相關：中華玉米捲管螺